# Nicolás Frías
Roque Nicolás Frías Caed (Buenos Aires, 8 de junio de 1963) es un actor y director de doblaje argentino radicado en México. Es conocido en la industria por ser la voz del Profesor Frink en la serie animada Los Simpson, desde la temporada 25.

## Carrera
Inició su carrera en Buenos Aires a principios de la década del '90, a principios del nuevo siglo partió a México D.F., en donde continuó con su carrera en el doblaje en infinidad de proyectos, tanto como actor al principio y director después. 
En 2005 regresó a su país para hacerse cargo de la dirección artística en Media Pro Com a pedido de la empresa Disney para todos sus proyectos. En la actualidad se encuentra nuevamente en la Ciudad de México desempeñando su trabajo como director y actor.

## Filmografía

### Series animadas
- Chet en Turbo FAST
- Didggit en Gadget y los Gadgetinis
- Quetzal (2.ª voz) en Dragon Tales
- Puño de Hierro en Los Vengadores
- Robert Rodríguez en Cleveland (cap. 43)
- Profesor Frink en Los Simpson (desde temp. 25)
- Narrador del documental en Futurama (cap. 127)
- Ecume en El principito (serie animada)
- Voces adicionales en Kim Possible
- Voces adicionales en Un agente de familia (desde temp. 5)

### Películas animadas
- Suertudo en Locos por las nueces
- Chet en Turbo
- Beto en Metegol (tráiler)
- 1er Chico del Comercial en El Lórax: En busca de la trúfula perdida
- Delfin en Buscando a Nemo
- Buddy Pine en Los increíbles (versión argentina)
- Fred en Cars (versión argentina)
- Runt en Chicken Little (versión argentina)
- Sopilote en El libro de la selva 2 (México)
- Blackburn en Boogie, el aceitoso
- Voces adicionales en El Rey León III
- Voces adicionales en Mickey y sus amigos juntos otra Navidad
- Voces adicionales en Hop: Rebelde sin Pascua

### Películas
- Ed Viesturs (Clive Standen) en Everest (2015) (México)
- Charles Richards (Jack Tarlton) en El código enigma (2014) (México)
- Dr. Lawrence Hayes (Paul Giamatti) en Terremoto: La falla de San Andrés (2014) (tráiler) (México)
- Dr. Rhodes (Adrian Rawlins) en La dama de negro 2: El ángel de la muerte (2014) (México)
- Dr. Meldman (Don Lake) en Dumb and Dumber To (2014) (México)
- Hermano Lucián (Paul Kaye) en Drácula, la historia jamás contada (2014) (México)
- Matón calvo (Eddie Perez) en Comando Especial 2 (2014) (México)
- Lewis (Evan Jones) en Pueblo chico, pistola grande (2014) (México)
- Thomas Harewood (Noel Clarke) en Star Trek: En la oscuridad (2013) (México)
- Leonide Moguy (Dennis Christopher) en Django sin cadenas (2012) (México)
- Ray Berwick (Leon Clingman) en The Girl (2012) (México)
- Oficial Wally Johnson (Bob Stephenson) en Buscando un amigo para el fin del mundo (2012) (México)
- Nicky (Tom Waite) en El Sorprendente Hombre Araña (2012) (México)
- Kevin Myers (Thomas Ian Nicholas) en American Pie: El reencuentro (2012) (México)
- Director Dadier (Jake Johnson) en Comando Especial (2012) (México)
- Jasper Hale (Jackson Rathbone) en Crepúsculo la saga: Luna Nueva (2009) (doblaje mexicano)
- Benny (Jimi Mistry) en Ella está encantada (2004) (México)
- Candyman (Tony Todd) en Candyman (1992) (Argentina)
- Josh (Josh Brolin ) en Mimic (1997) (Argentina)
- Insertos en El gran pequeño (México)
- Insertos en La Bella y la Bestia (México)
- Insertos en Así en la Tierra como en el infierno (México)
- Insertos en 12 horas para sobrevivir (México)
- Insertos en Mandela: Una larga caminata hacia la libertad (México)
- Insertos en Ligeramente fracasada (México)
- Insertos en Ese es mi hijo (México)
- Insertos en Locura en el paraíso (México)
- Insertos en Contrabando (México)
- Insertos en Un día (México)
- Insertos en Diablo sobre ruedas (México)
- Voces adicionales en Francotirador (Argentina)
- Voces adicionales en El señor de los anillos (México)
- Voces adicionales en Milagro en la cancha (México)
- Voces adicionales en Eloise en el Plaza (México)
- Voces adicionales en La vuelta al mundo en 80 días (México)
- Voces adicionales en Piratas del Caribe: La maldición del Perla Negra (México)
- Voces adicionales en Antes que el diablo sepa que estás muerto (México)
- Voces adicionales en El niño y el fugitivo (México)
- Voces adicionales en Hansel y Gretel: cazadores de brujas (México)
- Voces adicionales en Chicas armadas y peligrosas (México)
- Voces adicionales en Guerra Mundial Z (México)
- Voces adicionales en El sobreviviente (México)
- Voces adicionales en RoboCop (México)
- Voces adicionales en Nuestro video prohibido (México)
- Voces adicionales en Hasta que la muerte los juntó (México)
- Voces adicionales en Exorcismo en el Vaticano (México)
- Voces adicionales en Ted 2 (México)
- Voces adicionales en Sin escape (México)
- Voces adicionales en Smosh: La película (México)
- Voces adicionales en Orgullo y prejuicio y zombis (México)
- Voces adicionales en Inframundo: Guerras de sangre (México)
- Voces adicionales en Hasta el último hombre (México)

### Dirección de doblaje
- Los héroes de la ciudad (temporadas 2-3) (Argentina)
- Patoruzito (versión español neutro) (Argentina)
- Power Rangers Furia Animal (Argentina)
- High School Musical 3 (diálogos doblados en Argentina)
- Alice: Estrella de la secundaria (Argentina)
- Johnny y las hadas (diálogos de Johnny) (Argentina)
- Olivia (Argentina)
- Power Rangers RPM (Argentina)
- Paradise Café (Argentina)
- Brujillizas (Argentina)
- Brujillizas 2 (Argentina)
- W.I.T.C.H. (temporada 2) (Argentina)
- Atom
- Bustello
- Misterio en Appletown (México)
- Los hombres de negocios (México)
- Blue Valentine (redoblaje México)
- Diablo sobre ruedas (México)
- El castor (México)
- Un día (México)
- La cosa del otro mundo (México)
- L!fe Happens (México)
- Contrabando (México)
- Locura en el paraíso (México)
- Cleveland (temp. 3-presente) (México)
- El círculo secreto (México)
- Glee (final de la temporada 3 en adelante) (México)
- Eternamente comprometidos (México)
- Buscando un amigo para el fin del mundo (México)
- Bienvenido a los 40 (México)
- Nueva York 22 (México)
- Animales políticos (México)
- S.O.S. Familia en apuros (México)
- Los mal pagados (México)
- Ligeramente fracasada (México)
- Chicas armadas y peligrosas (México)
- La noche del demonio: Capítulo 2 (México)
- Circuito cerrado (México)
- Los Simpson (desde 25ª temporada) (México)
- Strike Back (temporada 4) (México)
- Doll & Em (México)
- Cuernos (México)
- Detectives criminales (México)
- Mandela: Una larga caminata hacia la libertad (México)
- Sin escalas (versión Universal) (México)
- Amor eterno (México)
- Knights of Sidonia (México)
- Monstruos vs. Aliens (serie animada) (México)
- Llamando a Ecco (México)
- Star-Crossed (México)
- 12 horas para sobrevivir (México)
- Así en la tierra como en el infierno (México)
- Los 100 (México)
- Nicky, Ricky, Dicky & Dawn (México)
- Paddington (México)
- El gran pequeño (México)
- La dama de oro (México)
- Everest (México)
- Dos tipos peligrosos (México)
- Kuromukuro (México)
- Hasta el último hombre (México)
- Chance (México)
- Rápidos y Furiosos 8 (México)
- La momia (México)